# Comuna de Bunyola
Comuna de Bunyola este o arie protejată (arie specială de conservare — SAC, sit de importanță comunitară — SCI, arie de protecție specială avifaunistică — SPA) din Spania întinsă pe o suprafață de 787,39 ha, integral pe uscat.

## Localizare
Centrul sitului Comuna de Bunyola este situat la coordonatele 39°42′29″N 2°43′43″E / 39.708°N 2.7285°E.

## Înființare
Situl Comuna de Bunyola a fost declarat sit de importanță comunitară în iulie 2000 pentru a proteja 5 specii de animale. Alte tipuri de protecție:
- arie de protecție specială avifaunistică (în martie 2006)[2]
- arie specială de conservare (în mai 2015)[1][3][4]

## Biodiversitate
Situată în ecoregiunea mediteraneană, aria protejată conține 3 habitate naturale: Păduri de Quercus ilex și Quercus rotundifolia, Tufărișuri termo-mediteraneene și de pre-deșert, Pante stâncoase calcaroase cu vegetație casmofită.
La baza desemnării sitului se află mai multe specii protejate:
- păsări (2): fâsă-de-câmp (Anthus campestris), gaia roșie (Milvus milvus)
- mamifere (2): liliac comun (Myotis myotis), liliacul mare cu potcoavă (Rhinolophus ferrumequinum)
- nevertebrate (1): croitorul mare al stejarului (Cerambyx cerdo)